# Gran Premio Industria e Commercio di Prato 1965
Il Gran Premio Industria e Commercio di Prato 1965, ventesima edizione della corsa, si svolse il 1º agosto 1965 su un percorso di 261 km, con partenza e arrivo a Prato. Fu vinto dall'italiano Michele Dancelli della Molteni davanti ai suoi connazionali Italo Zilioli e Franco Bodrero.

## Ordine d'arrivo (Top 10)
| Pos. | Corridore          | Squadra   | Tempo    |
| ---- | ------------------ | --------- | -------- |
| 1    | Michele Dancelli   | Molteni   | 7h01'12" |
| 2    | Italo Zilioli      | Sanson    |          |
| 3    | Franco Bodrero     | Legnano   |          |
| 4    | Ambrogio Colombo   | Ignis     |          |
| 5    | Guido De Rosso     | Molteni   |          |
| 6    | Ambrogio Portalupi | Ignis     |          |
| 7    | Franco Cribiori    | Ignis     |          |
| 8    | Gianni Motta       | Molteni   |          |
| 9    | Vito Taccone       | Salvarani |          |
| 10   | Raffaele Marcoli   | Maino     |          |